# Common Intermediate Language
Common Intermediate Language (CIL; teilweise auch nur Intermediate Language, IL) ist eine Zwischensprache, in die alle Programme der Common Language Infrastructure übersetzt werden. CIL ist eine objektorientierte Assemblersprache und ist vollständig stackbasiert.
Auf dem Zielcomputer wird die CIL von einem Laufzeitsystem (Virtual Execution System) in systemeigenen Programmcode übersetzt, um in CIL vorliegende Programme ausführen zu können.
CIL ist in frühen Entwicklungsphasen des .Net-Frameworks als Microsoft Intermediate Language (MSIL) bezeichnet worden, mit der Standardisierung der Common Language Infrastructure ist diese Bezeichnung aber verworfen worden.

## Grundlegende Funktionsweise
Bei der Kompilierung von Quellcode aus .NET-Sprachen wird nicht direkt systemeigener Programmcode erzeugt, sondern in einem ersten Schritt zunächst CIL-Code. In CIL werden die Programmbefehle als eine Folge von Bytewerten (teilweise auch mehr als ein Byte) angegeben. Dieser Code wird auf dem Ausführungsrechner in einem Laufzeitsystem (der Common Language Runtime) zu nativem Maschinencode übersetzt (sogenannte JIT-Kompilierung) und ausgeführt.
Während der Übersetzung werden auch die Sicherheit und die Korrektheit des Codes (Manipulation) überprüft.

## NGEN-Kompilierung (Native Image Generation)
Alternativ zur JIT-Kompilierung ist es auch möglich, ein Programm vor dessen Ausführung zu übersetzen. Das Programm Native Image Generator (NGEN) bietet im .NET-Framework diese Möglichkeit. Dies macht die Übersetzung des Programmes zur Laufzeit überflüssig, so dass der Programmstart beschleunigt werden kann. Der vorerzeugte Programmcode kann allerdings nicht auf andere Plattformen übertragen werden. Hier ist wieder eine Neukompilierung mit NGEN notwendig oder der Rückfall auf den JIT-Compiler.
Auch ein nativ kompiliertes Programm benötigt immer die Laufzeitumgebung, da wesentliche Metadaten nicht Teil des nativen Programmabbildes werden. Somit wird lediglich die JIT-Kompilierung überflüssig.

## CIL als Sprache
Es ist möglich, den CIL-Zwischencode durch assemblerähnliche Befehle zu repräsentieren und so auch direkt Programme in CIL zu programmieren.
Siehe Hallo-Welt-Beispiel in CIL.